# Memelländische Arbeiterpartei
Die Memelländische Arbeiterpartei (MAP) (auch Kommunistische Partei des Memelgebietes oder Arbeiterpartei des Memellandes) war eine kommunistische Partei der deutschen Mehrheitsbevölkerung im Memelland. Sie bestand von 1925 bis 1935 und ging in der Memelländischen Einheitsliste auf.
Vorsitzender waren Hermann Suhrau (1898–1947) und Adolf Monien (1894–1945?).

## Wahlen zum Seimelis
Bei den Wahlen zum Seimelis erreichte die MAP nach Jürgen W. Falter folgende Ergebnisse. Mads Ole Balling kommt auf leicht andere Prozentanteile, die Sitzzahlen sind bei beiden gleich.
| Wahlperiode           | Prozent      | Mandate     |
| --------------------- | ------------ | ----------- |
| I. Wahlperiode 1925   | 1589 Stimmen | kein Mandat |
| II. Wahlperiode 1927  | 7,2 %        | 2           |
| III. Wahlperiode 1930 | 4,2 %        | 2           |
| IV. Wahlperiode 1932  | 8,2 %        | 3           |

| Wahlperiode      | Abgeordneter      | Anmerkung                                                    |
| ---------------- | ----------------- | ------------------------------------------------------------ |
| II. Wahlperiode  | Adolf Monien      |                                                              |
| III. Wahlperiode | Hermann Suhrau    |                                                              |
| III. Wahlperiode | Hans Szardenings  |                                                              |
| IV. Wahlperiode  | Gustav Hess       |                                                              |
| IV. Wahlperiode  | Hermann Suhrau    |                                                              |
| IV. Wahlperiode  | Hans Szardenings  | 4. Juni 1932 Mandatsverzicht (Nachrücker: Friedrich Galeiwa) |
| IV. Wahlperiode  | Friedrich Galeiwa | seit 4. Juni 1932 für Hans Szardenings                       |